# Minimo
Minimo（ミニモ）は、Mozillaが開発したウェブブラウザである。
0.2を最後に開発は終了。この成果をもとに現在はFirefox for Mobile（旧：Mobile Firefox）へと開発は移行している。